# Barbacenia damaziana
Barbacenia damaziana är en enhjärtbladig växtart som beskrevs av Gustave Beauverd. Barbacenia damaziana ingår i släktet Barbacenia och familjen Velloziaceae. Inga underarter finns listade.